# 金策駅
金策駅（キムチェクえき）は朝鮮民主主義人民共和国咸鏡北道金策市に位置する朝鮮民主主義人民共和国鉄道省平羅線の駅である。

## 歴史
- 1924年10月11日：城津駅として開業[1]。
- 日時不明：金策駅に改称。